# Retabel des Jakobus des Älteren (Solre-le-Château)

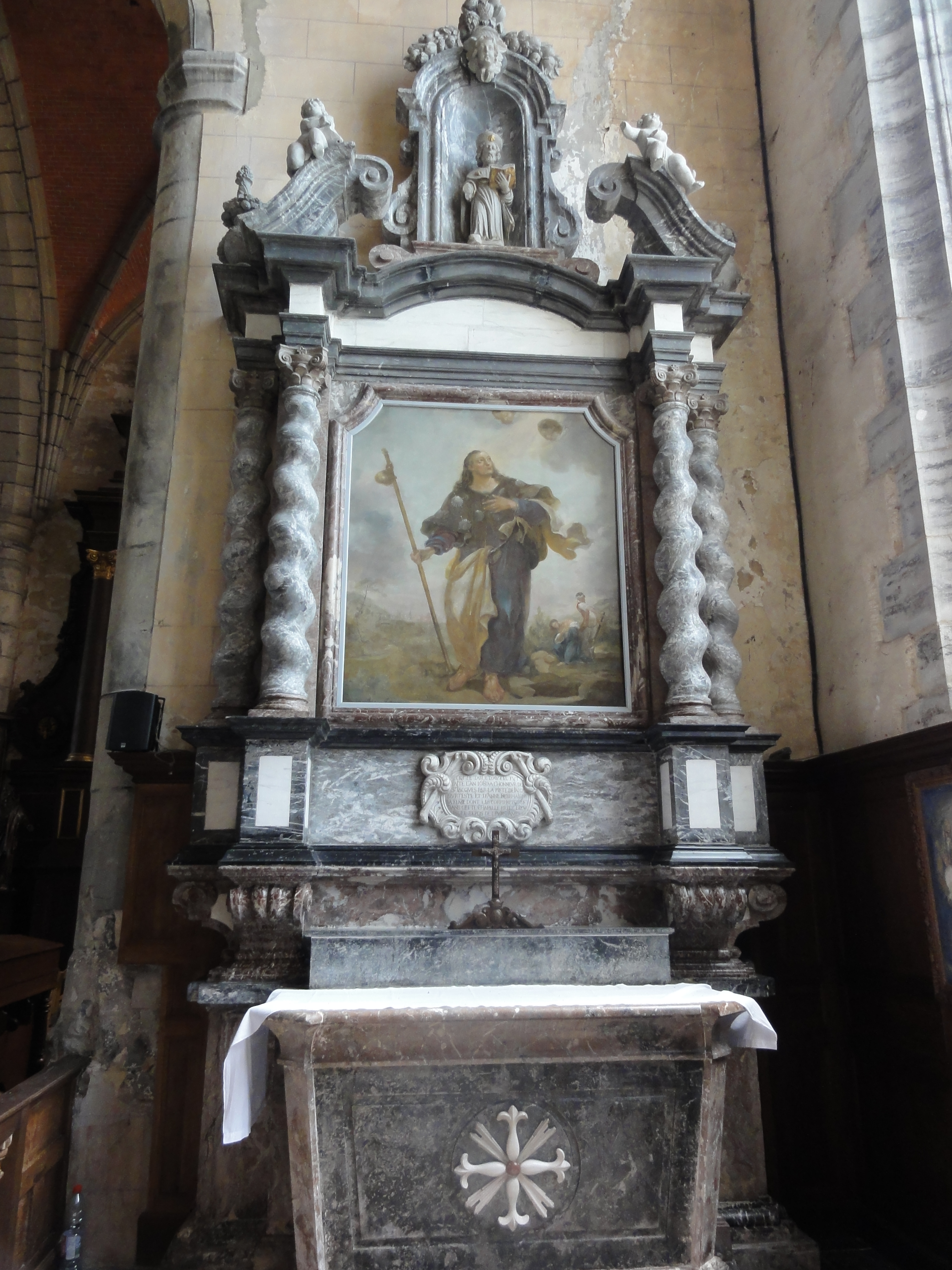
Retabel des Jakobus des Älteren in Solre-le-Château

Das Retabel des Jakobus des Älteren in der katholischen Pfarrkirche St-Pierre-St-Paul in Solre-le-Château, einer französischen Gemeinde im Département Nord in der Region Hauts-de-France, wurde 1680 geschaffen. Im Jahr 1922 wurde das Altarretabel als Monument historique klassifiziert.
Das Retabel in der Jakobuskapelle besteht aus Marmor, Stuck und Holz. In der Mitte wird ein Gemälde mit Jakobus dem Älteren als Pilger von zwei Säulenpaaren gerahmt. Darüber steht in einer Nische die Skulptur des Jakobus des Älteren, die von zwei Engeln auf einem gesprengten Giebel gerahmt und von einem Engelskopf darüber bekrönt wird.

Unter dem Gemälde ist in einer Kartusche folgende Inschrift angebracht: 

„CETTE TABLE D’AUTEL FUT FAITE L’AN 1680 A L’HONNEUR DE ST JACQUES PAR LA PIETE DE JACQUES DURTESTE ET D’ANNE DE BEHAIGNE SA FEME DONT LES CORPS REPOSENT DANS CETTE CHAPELLE“

 (Dieses Altarretabel wurde im Jahr 1680 zu Ehren des heiligen Jakobus aus Frömmigkeit von Jacques Durteste und seiner Frau Anne de Behaigne gestiftet, deren Körper in dieser Kapelle ruhen).